# Leandro Augusto
Leandro Augusto Oldoni Stachelski (Paraná, Brasil, 18 de agosto de 1977) es un exfutbolista mexicano de origen brasileño que jugaba de interior izquierdo o volante central. Actualmente se desempeña como entrenador de fuerzas básicas en la cantera del Club Universidad Nacional.

## Trayectoria
Era un mediocampista mixto, que militó en el equipo de la Universidad Nacional Autónoma de México los Pumas de la UNAM, llegó al equipo universitario proveniente del equipo León. Demostró capacidades parecidas a las del exjugador universitario Juan Carlos Vera, funcionaba como recuperador y motor del equipo. Fue pieza fundamental en el bicampeonato conseguido en 2004. Se desenvolvía tanto como mediocentro defensivo, volante izquierdo o mediocampista ofensivo; ya que tenía recuperación, agilidad y buen despliegue ofensivo acompañado de una buena incursión de mediocampo en adelante. Tenía un excelente tiro de larga distancia y cobraba de manera excepcional los tiros libres. 
A partir del Apertura 2011 jugó con el Club Tijuana. En diciembre del 2012 es campeón nuevamente con el Club Tijuana llegando así a su 5.º título de liga en México. en 2013, había llegado al Club Puebla, pero había sido dado de baja debido a no haber acuerdo económico, pero al parecer, para no quedarse 6 meses sin jugar, aceptó las condiciones del Puebla y decide quedarse. Para después volver a los Pumas en enero de 2014 y anunciar su retiro a finales de ese año.

## Selección nacional
| Club               | País   | PJ | Goles | Periodo     |
| ------------------ | ------ | -- | ----- | ----------- |
| Selección Mexicana | México | 6  | 1     | 2008 - 2009 |

Actualmente tiene la nacionalidad mexicana, el extécnico de la selección nacional Sven-Göran Eriksson lo incluyó en su primera convocatoria (31 de julio de 2008), para probarlo en el combinado mexicano que jugó un partido eliminatorio para la Copa Mundial de Fútbol de 2010 ante Honduras el 20 de agosto de 2008. El 11 de marzo de 2009 anotó su primer gol con el equipo tricolor en un partido amistoso contra la selección de Bolivia.

## Clubes

### Como jugador
| Club          | País   | Año        |
| ------------- | ------ | ---------- |
| Criciúma      | Brasil | 1995-1998  |
| Internacional | Brasil | 1999       |
| Botafogo      | Brasil | 1999-2000  |
| León          | México | 2000-2001  |
| UNAM          | México | 2001- 2011 |
| Tijuana       | México | 2011-2013  |
| Puebla        | México | 2013       |
| UNAM          | México | 2014       |

### Como Director Deportivo
| Club | País   | Año       |
| ---- | ------ | --------- |
| UNAM | México | 2018-2019 |

## Palmarés

### Campeonatos nacionales
| Título               | Club    | País   | Año       |
| -------------------- | ------- | ------ | --------- |
| Primera División     | UNAM    | México | 2004      |
| Campeón de Campeones | UNAM    | México | 2003-2004 |
| Primera División     | UNAM    | México | 2004      |
| Primera División     | UNAM    | México | 2009      |
| Primera División     | UNAM    | México | 2011      |
| Primera División     | Tijuana | México | 2012      |

### Copas internacionales
| Título                                    | Club | País   | Año  |
| ----------------------------------------- | ---- | ------ | ---- |
| Campeón del XXVI Trofeo Santiago Bernabéu | UNAM | México | 2004 |